# Oskar Neumann (Publizist)
Oskar Neumann (* 30. April 1917 in Nürnberg; † 2. April 1993 in München) war ein deutscher KPD-Funktionär und Publizist. 

## Leben
Neumann war der Sohn des Juristen Ignaz Neumann, der in der Weimarer Republik als Reichsbahn-Oberrat Beamter in höherer Stellung war, und dessen Frau Alexandrine. Ignaz Neumann wurde in der Zeit des Nationalsozialismus als Jude entlassen und wurde 1938 unter ungeklärten Umständen tot auf der Straße aufgefunden. 
Oskar Neumann wurde aus rassistischen Gründen ein Jurastudium versagt und er begann ein Chemiestudium an der Technischen Hochschule München, das er im  Oktober 1944 mit dem akademischen Grad eines Diplom-Ingenieurs abschloss. Er gehörte zu einer studentischen Widerstandsgruppe. Neumann leistete 1939/1940 Wehrdienst in der Wehrmacht an der Westfront. 1944 wurde er als Zwangsarbeiter inhaftiert und in Tiefenort in einem Außenlager des KZ Buchenwald und 1945 im KZ Abteroda eingesetzt. Nach Kriegsende arbeitete er zunächst als Assistent an der Technischen Hochschule München bei dem rassisch verfolgten Chemieprofessor Stefan Goldschmidt. 
Er trat der KPD bei und wurde für sie von 1946 bis 1948 in den Münchner Stadtrat gewählt. Er war Mitglied des Parteivorstandes und des Zentralkomitees der KPD und wurde als ihr Vertreter am 14. April 1951 in Essen in das erweiterte Präsidium des „Hauptausschusses gegen Remilitarisierung und für den Abschluss eines Friedensvertrages“ gewählt, der eine Unterschriftenaktion gegen die Westintegration der Bundesrepublik durchführte.
Die Adenauer-Regierung reagierte am 24. April 1951 mit einem Verbot der Vereinigungen, die diese Aktion maßgeblich unterstützten, darunter die VVN und die Freie Deutsche Jugend (FDJ). Trotz massiver Behinderung „mit Beschlagnahmung von Werbematerial und Festnahmen von Kommunisten aufgrund von unerlaubter Werbung“ sammelte die Initiative zur Volksbefragung gegen die Wiederbewaffnung nach eigenen Angaben über 9 Millionen Unterschriften ein, der BGH stellte diese Stimmenzahl in seinem Urteil 1954 allerdings in Abrede.
Im Zuge der Verbotsaktionen gegen die KPD wurde Neumann im Oktober 1952 festgenommen und war bis Dezember 1953 inhaftiert. Am 14. Juni 1954 begann für ihn, Karl Dickel und Emil Bechtle ein Hochverratsprozess vor  dem 6. Strafsenat des Bundesgerichtshofes, bei dem er zu drei Jahren Haft verurteilt wurde. Er entzog sich dem Vollzug der Strafe durch Flucht in die DDR und wirkte von dort aus, so die Vermutung des BGH in einem Urteil gegen Hermann Gautier, weiter im Zentralkomitee der ab 1956 illegalen KPD. Als er im Juli 1961 nach Duisburg in die Bundesrepublik reiste, wurde er verhaftet und verbüßte bis September 1962 in der Justizvollzugsanstalt Kleve die Reststrafe. In der Folge zog er mit seiner Familie wieder nach München und wurde Mitglied der  neugegründeten Deutschen Kommunistischen Partei (DKP). Er publizierte zu den Themen Umweltschutz und Zukunftsforschung und zu literarischen Themen und wurde 1970 Mitherausgeber der Zeitschrift Kürbiskern, als Yaak Karsunke und Christian Geissler dort wegen der Haltung westdeutscher Kommunisten zum Einmarsch der Truppen der Warschauer-Pakt-Staaten in die Tschechoslowakei aus politischen Gründen ausgeschieden waren. 
Neumann schrieb regelmäßig literaturkritische Beiträge im Zentralorgan der DKP Unsere Zeit und war Herausgeber der Kürbiskern-Reihe Die kleine Arbeiterbibliothek.
Die Ausbürgerung Wolf Biermanns aus der DDR 1976 kommentierte er mit „Wem nützen, wem schaden seine Texte? Der Sache des Imperialismus oder des Sozialismus, dem Frieden oder dem Krieg, der Freiheit oder der Unterdrückung?“ in den Roten Blättern des MSB-Spartakus im Februar/März 1976. Robert Havemann antwortete ihm in einem offenen Brief und vermutete, dass Neumann aus Parteidisziplin so schreiben „musste“.
1981 wurde Neumann Landesvorsitzender der Vereinigung der Verfolgten des Naziregimes – Bund der Antifaschistinnen und Antifaschisten (VVN) in Bayern und Mitglied im VVN-Präsidium. In der DKP war er Mitglied der DKP-Bezirksleitung Südbayern und der zentralen Leitung der DKP. 1986/1987 kandidierte Neumann für das Wahlbündnis Die Friedensliste für den Münchner Stadtrat. 1981 drehten Christoph Boekel und Beate Rose als Abschlussarbeit an der Filmhochschule München den Film Der längere Atem über Neumanns Engagement gegen die Wiederbewaffnung Anfang der 1950er Jahre.

## Schriften
- „Sicher ins Jahr 2000?“ Verlag Marxistische Blätter, Frankfurt am Main 1973.
- Systems 69. Institut für Marxistische Studien und Forschungen, Frankfurt am Main 1970.
- Die westdeutsche Bundesrepublik, der Staat der Monopolherren, Junker und Militaristen. Dietz, Berlin 1955.
- Der Wille des Volkes wird die Einheit und den Frieden erzwingen. Hauptausschuß für Volksbefragung, 1951.
- Als der Jahrgang 22 „ohne uns“ sagte. In: Fritz Noll, Rutger Booß (Hrsg.): Geschichte in Geschichten. Ein bundesdeutsches Lesebuch. Weltkreis-Verlag, Dortmund 1980, S. 59 ff.